# Київ-86
Київ-86 — друга книга українського письменника Маркіяна Камиша, присвячена темі сталкерства та Чорнобильської зони відчуження. Одна з найочікуваніших новинок Книжкового Арсеналу 2016 за версією видання «Лівий берег».

## Сюжет та інтерпретації
Сюжетна лінія нового роману Камиша побудована на цілком реалістичному сценарії, який розгорнувся після аварії на ЧАЕС у 1986 році, коли відбулося тотальне відселення мешканців Києва. Автор майстерно змальовує події через 30 років після аварії, коли провідник-«сталкер» веде японських туристів до заповітної мети — покинутого Києва, який мріють побачити всі мандрівники на планеті, але наважуються лише одиниці.
Структура тексту й схема руху персонажів — замкнуте коло. Оповідь ведеться від першої особи, суб'єкта прози, який показує мертве місто подружжю з Японії. Туристи промальовані умовно й схематично, на відміну від наратора; вони, по суті, просто функція. Сюжет — доволі простий, із ретроспективами й елементами екшену — цілиться в масову аудиторію, але масовим роман аж ніяк не назвеш. Здається, автор у такий спосіб змушує пересічного читача поглинати ліричні описи апокаліптичного Києва, яких би той інакше не подужав, — а вони прописані направду майстерно. Тут упізнається та Зона, що й в «Оформляндії», із тими ж топосами, тільки значно масштабніша й епічніша[на чию думку?].
Так само як і перша книжка Камиша, «Київ–86» має надійний міфологічно-казковий фундамент. Кайнуґардур (ісландська назва міста), Снігова Королева, скарби мертвих драконів, неодноразово згаданий Харон (який, зауважу, фігурує як давній приятель, зокрема: «Харон мене приб'є») — усе це органічно поєднується і працює на цілісність задуму, а також підказує пильному читачеві напрямок інтерпретації. Як на мене, оповідач не показує Зону туристам, а навпаки, приводить їх до неї на оглядини. Він — жрець порожнього Міста, яке любить усією душею і віддано служить йому. Локації за важливістю виразно домінують над людьми у свідомості наратора.
Наскрізні образи роману, що утворюють синонімічний ряд (і наявні на обкладинці) — сонце, яблуко, знак радіації. У центрі цього символу пульсує наратор, сталкер, який, прикметно, «ніколи не брав із собою більше трьох туриків». У цьому разі він сам стає одним із променів, а двома іншими — японці (недарма туристи саме з країни сонця, що сходить). Жінка носить футболку з аналогічним знаком, і три символи зливаються: «яблука з футболки Ікумі падають і котяться землею, світить Сонце». Поволі відбувається розпад: відпадає один персонаж, потім другий, — мовби відкушують яблуко шматок за шматком, — і в кінці залишається його серцевина, оповідач, з якого все й почалося. Він — сонячне ядро, центр цього кола, яким є Місто. До слова, текст рясніє «кулястими» образами й порівняннями: кулька з гелієм, надувна чи захисна куля, лимонні тенісні м'ячі, пляшка спирту, що нагадує глобус. І, зрештою, справжня куля — смертельна. Події розгортаються під спекотним сонцем серпня. Місяць-жнець. The Reaper. Він розсікає тимчасовий альянс персонажів, як вогненні хвости Персеїд — нічне небо. А метеоритний дощ проливається точно посередині роману, мовби ділячи його на дві половини.

## Критика, відгуки та сприйняття
Вийшла друком у видавництві «Нора-Друк» у квітні 2016 року, до тридцятої річниці аварії на ЧАЕС. Книга була позитивно сприйнята українськими критиками та чорнобильськими інсайдерами. Інтернет-видання «ЛітАкцент» окреслило «Київ-86», як: «переконливу історію про те, як не любити», а газета «День» назвала «безцінним для антиутопічної прози вміння автора прописувати краєвиди і задавати довкілля персонажів». Видання «Дзеркало тижня» схарактеризувало «Київ-86» як: «…текст дуже актуальний і влучний: кияни похилого віку розчулено впізнають „втрачене місто“ 80-х, а молодші побачать алюзію на лицемірну київську владу всіх політичних мастей». Не оминули увагою роман і експерти чорнобильщини. Так, Олександр Сирота, колишній прип'ятчанин і найвідоміший чорнобильський інсайдер, рекомендував «Київ-86», як реальну ілюстрацію того, що могло статися зі столицею тодішньої УРСР. З іншого боку, деякі оглядачі автора звинувачували у самоповторі й тому, що він лише окреслив масштаби лиха, зосередившись на поетичному змалюванні міста, яке називали головним героєм книги.